# Курдюков Павло Олександрович
Павло Олександрович Курдюков (рос. Павел Александрович Курдюков; 5 серпня 1988, м. Челябінськ, СРСР) — російський хокеїст, захисник. Виступає за «Сокіл» (Красноярськ) у Вищій хокейній лізі. 
Вихованець хокейної школи «Трактор» (Челябінськ). Виступав за: «Супутник» (Нижній Тагіл), «Мечел» (Челябінськ), «Югра» (Ханти-Мансійськ), «Южний Урал» (Орськ).